# شماره یک (فیلم ۱۹۷۳)
شماره یک (انگلیسی: Number One) فیلمی در ژانر جنایی است. از بازیگران آن می‌توان به ژوزیان تانزیلی، رنزو مونتانیانی، لوئیجی پیستیلی، کلود جید، ونانتینو ونانتینی، ماسیمو سراتو، آندره‌آ آئورلی اشاره کرد.